# Цитрат калия
Цитрат калия — химическое соединение,
соль калия и лимонной кислоты с формулой K3C6H5O7,
бесцветные кристаллы,
растворяется в воде,
образует кристаллогидрат.

## Получение
- Нейтрализация лимонной кислотой раствора гидроокиси или карбоната калия:

{\displaystyle {\mathsf {3KOH+C_{6}H_{8}O_{7}\ {\xrightarrow {}}\ K_{3}C_{6}H_{5}O_{7}+3H_{2}O}}}

## Физические свойства
Цитрат калия образует бесцветные кристаллы, расплывающиеся на воздухе.
Хорошо растворяется в воде, слабо в этаноле.
Образует кристаллогидрат состава K3C6H5O7•H2O.

## Применение
- Входит в состав пищевой добавки Е332 в качестве регулятора кислотности, стабилизирующего агента, эмульгирующей соли, фиксатора окраски. Качество и состав определяется ГОСТ 5538-78 «Калий лимоннокислый одноводный. Технические условия».
- Применяется в фармацевтике и косметике.